# Controlador de carga

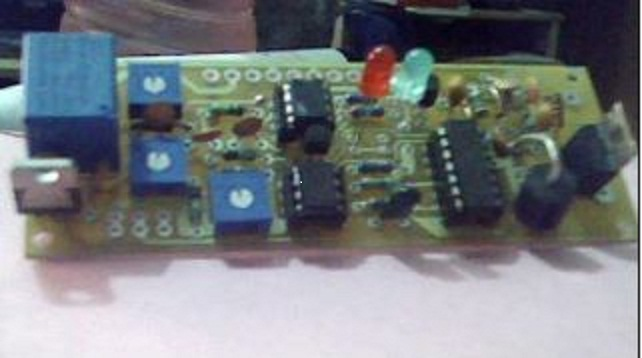
Un controlador de carga solar

Un controlador de carga, regulador de carga o regulador de la batería, limita la velocidad a la que la corriente eléctrica se suma o se extrae de las baterías eléctricas.
Se previene la sobrecarga y puede proteger contra la sobretensión, que puede reducir el rendimiento de la batería o la esperanza de vida, y puede suponer  riesgo de seguridad. También puede prevenir por completo el drenaje ("descarga profunda") de una batería, o realizar vertidos controlados, dependiendo de la tecnología de las baterías, para proteger la vida de la batería.
Los términos "controlador de carga" o "regulador de carga" pueden referirse ya sea a un dispositivo independiente, o a controlar los circuitos integrados en un paquete de baterías, un dispositivo alimentado por baterías o el cargador de la batería.